# Delo Naroda

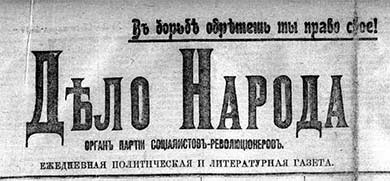

Delo Naroda (in italiano "La Causa del popolo") è stato un quotidiano russo dal 1917 al 1919. Era scritto dal gruppo centrista del Partito Socialista Rivoluzionario ed era pubblicato a Pietrogrado. Nel giugno 1917 divenne l'organo ufficiale del Comitato Centrale del Partito Socialista Rivoluzionario. Il giornale sostenne il governo provvisorio e Kerenskij fu uno dei suoi contributori.
Il giornale fu chiuso nel luglio 1918, ma riaperto in ottobre a Samara nel 1918, che fu catturata dai ribelli cechi e socialisti rivoluzionari delle Guardie Bianche, e a Mosca nel marzo 1919 dove in seguito fu chiuso per essersi rifiutato di fermare le mobilitazioni per il rovesciamento del governo bolscevico.